# شيء من الخوف (رواية)
شيء من الخوف هي رواية للكاتب ثروت أباظة نشرت في دار النشر دار المعارف سنة 1960م.
صنفت هذه الرواية ضمن قائمة أفضل 100 رواية عربية في القرن العاشر في روايته «الشيء الذي يجب الخوف منه»، يتعمق الكاتب ثروت أباظة في أعماق قرية مصرية، مسجلاً أدق التفاصيل والقدرة على متابعة حياة من يسكنها، ويعرض مشكلة خطيرة للغاية، وهي مشكلة الظلم والاستبداد التي يعانون منها بسبب فرضهم عليهم بالقوة الغاشمة، سواء أكانت تلك القوة ترمز إلى سلطة الحكم عليهم أو تنمر الخارجين عن القانون، وفي هذه الحالة تدخل السلطة الحاكمة أيضًا في هذا الظلم لأنه لا يفعل ذلك. حمايتهم من هؤلاء البلطجية والخارجين عن القانون. يريد ثروت أباظة في روايته تغيير بعض الظروف التي كانت تئن فيها القرى المصرية.

## الشخصيات الرئيسية
تدور الأحداث في رواية شيء من الخوف بين عدد من الشخصيات الرئيسية، وهي:
- عتريس.
- فؤادة.

## الشخصيات الثانوية
تدور الأحداث في رواية شيء من الخوف بين عدد من الشخصيات الثانوية، وهي:
- حافظ.
- فاطمة.
- طلعت.
- عبد التواب.
- هنداوي.
- الشيخ إبراهيم.
- محمود.

## احداث الرواية
- تتبع الرواية شخصية عتريس الذي يقود عصابة مسلحة لتحصيل الإتاوات بطريقة غير مشروعة من أهالي قرية الدهاشنة، الذين يضطرون للخضوع له ورجاله خوفًا من وحشيته والانتقام منه، إذا لم يدفعوا. الرسم؛ خوفًا يقتلهم جميعًا دون تردد. من ناحية أخرى فإن الشخص الذي يقدم مطالبه أو يرفضها هو فودة، الفتاة الجميلة التي أحبها عتريس منذ الصغر، لكن فؤادة لا تحبه، بل تنفر سيرته لأنها تحب شخصًا آخر شاب اسمه طلعت بن فايز بك. وذات يوم ذهبت الأيام عتريس لخطبتها، فوقع والدها في ورطة كبيرة؛ لأن عتريس هدده بالانتقام إذا لم يتزوج فؤاد، فقال له هناك: وقال عتريس بعنف قاس، الهدوء الشديد: "يبدو أنك لم تكتشف معناها الحقيقي، أنا أتريس، أتريس، هل تفهم؟ وأتوسل إليك أن تتزوج من ابنتك فؤا هل تريدني أن أفعل ذلك بشكل مختلف من أجلك؟
- عتريس، عندما يريد، عليه أن يحصل على ما يريد. لديك الأرض، الآن الأرض بها قطن وأرز، وأحيانًا الأرض بها قمح، لديك الساقية، لديك الوحش، ولديك زوجتك عندما تحتاجها، وابنتك عندما تحتاجها فودة، أنا. يوتريس. ربما الآن أفكارك واضحة. كان الأب أو أي شخص مرتبط بزواجها في حضور مفوض من عتريس، لكن والدها وشاهدين، عبد التواب وهنداوي، شهدوا أمام المسؤولين بأنها عهدت والدها بالزواج منها إلى عتريس في يوم عقد الزواج مكتوب أن والدها جاء وأجبرها على الذهاب مع أوتريش، لأنها أصبحت زوجته، وذهبت فؤادا مع عتريس، لكنها اعترفت له بالحقيقة، ولم تتزوجه، لأنها لم تتزوج. توكيلها من والدها ولن تطيعه كزوجها.
- تمردت عتريس وانتقمت من والدها عبد التواب وهنداوي وكل من ادعى أن زواجه من فؤادة قد أبطل. واجهه الشيخ إبراهيم وأبطل علانية زواج عتريس وفؤادة، وانتقم عتريس لقتله نجله محمود شيخ محمود وكرر جملة من ورائه: زواج عتريس وفؤادة كان الزواج باطلاً، والأهم من ذلك أن رجال عتريس خانوه. ضده، وعصى أوامره. تنتهي الرواية بعودة فؤادة لعائلتها بعد أن ضربها أتريس وطردها، فيواجهه رجاله ويجبرونه. على عكس نهاية الرواية الكلاسيكية، هذه الرواية قوية ويمكن التنبؤ بها؛ نهاية الرواية هي ضعف معظم المؤلفين.[1]